# Mikronézia

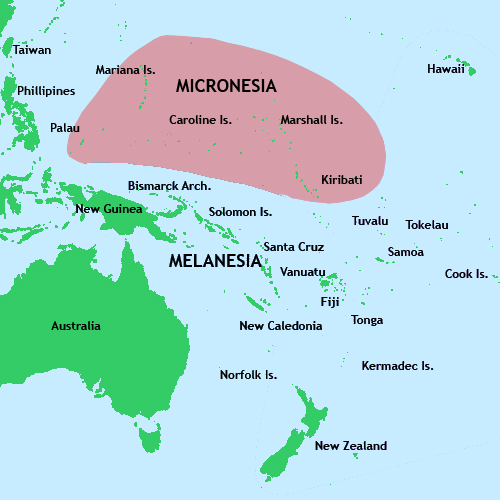
Mikronézia térképe

Mikronézia (a görög μικρόν = 'kicsi' és νησί = 'szigetek' szavakból) Óceánia egy régiója, amely a Csendes-óceán nyugati részén terül el. Tőle nyugatra helyezkednek el a Fülöp-szigetek, délnyugatra Indonézia, délre Pápua Új-Guinea és Melanézia, keletre és délkeletre pedig Polinézia. Nem keverendő össze a Mikronéziai Szövetségi Államokkal, amely a régiónak csak egy részét öleli fel. 1831-ben Jules Dumont d'Urville javaslatára különítették el a régiót Mikronézia néven.

## Történelem

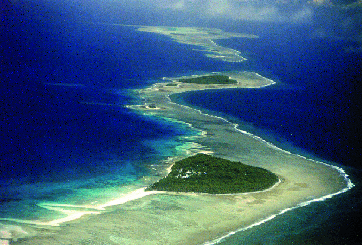
Ulithi, egy atoll a Karolina-szigeteknél

Az egyetlen birodalom, ami ismerten a mikronéz szigeteken létezett, a Yap szigeten alakult. A terület nagy része viszonylag korán európai uralom alá került. Guam-szigetet, az Északi-Mariana-szigeteket és a Karolina-szigeteket (amiből később Palau és a Mikronéziai Szövetségi Államok lettek) korán gyarmatosították a spanyolok. Ezek a szigetek a Spanyol Kelet India részeivé váltak, és a szintén spanyol uralom alatt álló Fülöp-szigetekről irányították a 17. század elejétől egészen 1898-ig. Teljes európai fennhatóság nem alakult ki a szigetcsoport felett, azonban a 20. század elejéig a terület megosztott volt:
- az Egyesült Államok irányította Guam szigetét az 1898-as spanyol-amerikai háború után, majd gyarmatosította a Wake-szigetet is
- Németország megszerezte Naurut, majd Spanyolországtól megvette a Marshall-szigeteket, a Karolina-szigeteket és az Északi-Mariana-szigeteket
- a Brit Birodalom uralta a Gilbert-szigeteket (Kiribati)

Az első világháború idején Németország Csendes-óceáni területeit elveszítette és azok a Népszövetség fennhatósága alá kerültek 1923-ban. Nauru ausztrál fennhatóság alá került, Németország többi mikronéz gyarmatát pedig a Japán Birodalom rendelkezésére bocsátották. Ez így is maradt egészen Japán második világháborús vereségéig. Ezután a terület az Egyesült Államok irányítása alá került.
Napjainkban Mikronézia legnagyobb része önálló államokból áll, kivéve a Guam-szigetet és a Wake-szigetet, melyek az Egyesült Államok területei, illetve az Észak-Mariana-szigetek, mely amerikai nemzetközösséget alakított ki.

## Népesség
Mikronézia mai lakossága több népcsoportból áll, de mind Mikronézia leszármazottai és a mikronéz kultúrához tartoznak. Ez a kultúra egyike azoknak az őshonos kultúráknak, melyek a legkésőbb alakultak ki, melanéz, filippínó és polinéz keveredés eredményeként. A leszármazottak ilyen keveredése miatt a mikronézek közelebbinek érzik magukhoz Melanézia, Polinézia vagy a Fülöp-szigetek népeit. A legjobb példa erre Yap lakosai, akik a Fülöp-szigetek északi részének ausztronéz törzseihez köthetők.

## Nyelv
A különböző származású mikronéz bennszülöttek nyelve az ausztronéz nyelvcsaládhoz, ezen belül az Óceániai-nyelvekhez tartozik. Két kivétel a chamorro nyelv a Mariana-szigeteken és a palauan nyelv Palaun, melyek a nyugat maláj-polinéz nyelvek közé csoportosíthatók. Ez utóbbi alcsoport tartalmazza mindazon nyelveket, melyeket ma is beszélnek a Fülöp-szigeteken, Malajziában és Indonéziában.
A Mikronéziai Szövetségi Államok keleti szélén használatos nakuoro és kapingamarangi nyelvek a polinéz nyelv szélsőséges nyugat felé terjeszkedését tanúsítja.

## A szigetcsoport

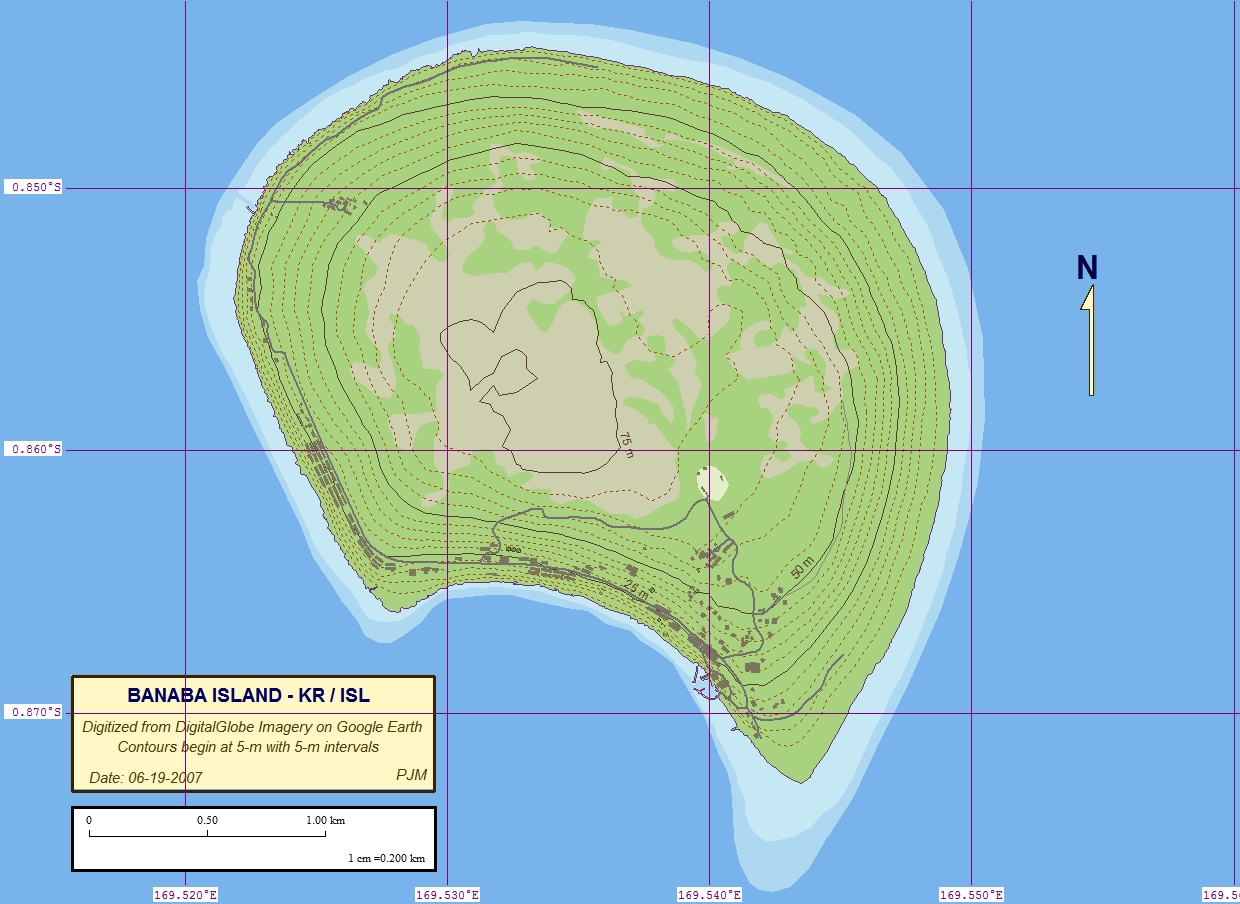
Banaba szigete (Kiribati része)

Mikronézia szigetcsoportjának tagjai:
- Banaba, Kiribati (Gilbert-szigetek) külső területén
- Gilbert-szigetek, melyek Kiribati részei
- Mariana-szigetek, politikailag megosztva Guam és az Északi-Mariana-szigetek között
- Marshall-szigetek
- Karolina-szigetek, politikailag megosztva Palau és a Mikronéziai Szövetségi Államok között
- Nauru
- Wake-sziget

## Helyi szervezetek
A régió ad otthont a Mikronéziai Játékok nevű eseménynek, mely egy négyévenként megrendezésre kerülő, több sportágnak helyet adó sportesemény. A Wake-sziget kivételével minden mikronéz ország és terület részt vesz rajta. A korábbi években a rendezvényt Saipan, Mangilao és Koror városokban rendezték. A 2010-es esemény helyszíne ismét Koror városa lesz Palauban.
2007 szeptemberében a terület újságírói megalapították a Mikronéz Média Szövetséget (Micronesian Media Association).

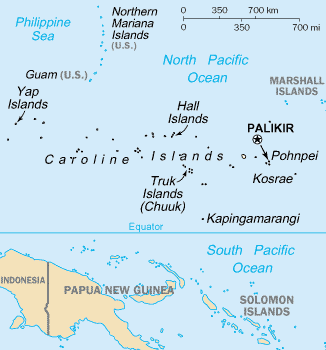
Térkép a Karolina-szigetekről